# 14994 Uppenkamp
14994 Uppenkamp este un asteroid din centura principală de asteroizi.

## Descriere
14994 Uppenkamp este un asteroid din centura principală de asteroizi. A fost descoperit pe 28 octombrie 1997 la Kitt Peak National Observatory în cadrul proiectului Spacewatch. Asteroidul prezintă o orbită caracterizată de o semiaxă mare de 3,40 ua, o excentricitate de 0,02 și o înclinație de 9,2° în raport cu ecliptica.